# Pastele de olla
Pastel de olla y mistura es un estofado de cerdo hawaiano de origen puertorriqueño. Es una adaptación de los pasteles introducidos por los puertorriqueños que llegaron a trabajar en las plantaciones de azúcar a principios del siglo XX.    Le estofado pastele se desarrolló como una versión cotidiana simplificada.

## Ingredientes
La masa, comúnmente hecha con plátano o yautía que suele rellenar pasteles se sustituyen por variedades locales de plátanos y malanga ―se utiliza como espesante más que como ingrediente distinguible de esta versión guisada.  En una receta popular, los plátanos se convierten por separado en pastel, albóndigas similares a los ñoquis, y luego se doblan el guiso para terminar. En algunas recetas, los plátanos o la masa se omiten por completo.